# Ловријенац
Тврђава Ловријенац, такође позната као Гибралтар Дубровника, је тврђава која се налази на хриди ван спољног бедема са западне стране Дубровника, 37 м изнад нивоа мора. Тврђава је позната по представама и венчањима које се одржавају у овом монументалном комплексу те најважније као историјски симбол отпора Млетачкој републици.
У време сукоба Дубровника и Млечана, Млечани су планирали да саграде кулу на истом месту где сада стоји Ловријенац. Да су успели, имали би Дубровник под контролом но Дубровчани су их, сазнавши за њихов план, претекли у томе. Дубровачке хронике откривају да су Дубровчани у само три месеца саградили Ловријенац те кад су млетачки бродови стигли, пуни материјала за градњу, нису имали избора него вратити се у Венецију необављена посла.

## Конструкција тврђаве
Ловријенац је троугластог облика са три нивоа. Дебљина зидова према мору износи и до 12 метара док су они према граду и ували унутра дебели само 60 цм. Зидови са стране која је окренута Граду су тањи због лакшег пробијања из осталих градских кула у случају пада тврђаве у непријатељске руке. Два моста воде у тврђаву, а изнад врата у камену је уклесано "Non Bene Pro Toto Libertas Venditur Auro" ("Слобода се не продаје ни за сва блага света"). Као позорница, Ловријенац је почео да служи тек недавно, на њему је уз многа дела домаћих књижевника постављан и Шекспиров Хамлет, постао је један од симбола Дубровачких летњих игара. У подножју тврђаве за време одржавања ПЕНовог конгреса 1933. године у знак сећања су засађени борови.

## Наоружање
Осим осталог наоружања и више топова на највишем нивоу тврђаве до октобра 1814. године је стајао данас најпознатији топ старог Дубровника због зелене патине назван Гуштер. У настојању да топ однесу у музеј у Бечу Аустријанци су у октобру 1814. године срушили унутрашња врата тврђаве над којима је стајао натпис "SI NOVA VIS SVPERVM VRGERET TIPHOEA TONANTEM, HAEC HABEANT ILLVM MOENI, TVTVS ERIT..".